# Краснов, Михаил Иванович
Михаил Иванович Краснов (1828—1908) — русский юрист, мировой судья, сын Ивана Ивановича Краснова-старшего.

## Биография
Родился 29 июля 1828 года.
Окончил императорское училище правоведения, был видным юристом − мировым судьёй, состоятельным человеком: обладателем 2000 десятин земли в нынешней Донецкой области Украины.
Имел репутацию либерала, любил и знал историю Дона и являлся действительным членом ОВДСК (Области Войска Донского Статистического Комитета) — своеобразной академии гуманитарных наук Дона. Жил или в имении близ Амвросиевки, или в Новочеркасске.
В архивах есть упоминание о дочери Михаила Ивановича — Марии (упоминание датировано 08.12.1889).
Умер 23 сентября 1908 года.